# Antipapa Ursino
Quarto antipapa da história do catolicismo, atuou apenas durante aproximadamente um ano (366 - 367), no início do pontificado oficial de Dâmaso I. Homem ambicioso e sem escrúpulos, atuou com auxílio de alguns nobres romanos que ambicionavam tomar conta das finanças do estado pontifício. O papa Dâmaso I teve que recorrer ao auxílio de grandes forças bélicas de alguns nobres da Península Ibérica e dos povoados locais para fazer valer a sua supremacia.